# Ampycus
Genre
Synonymes
- Itequahy Mello-Leitão, 1949

Ampycus est un genre d'opilions laniatores de la famille des Ampycidae.

## Distribution
Les espèces de ce genre sont endémiques d'Amazonas au Brésil.

## Liste des espèces
Selon World Catalogue of Opiliones (15 octobre 2024) :
- Ampycus granulosus (Soares, 1970)
- Ampycus telifer (Butler, 1873)

## Systématique et taxinomie
Ce genre a été décrit par Simon en 1879 dans les Gonyleptidae. Il est placé dans les Ampycidae par Benavides, Pinto-da-Rocha et Giribet en 2021.
Itequahy a été placé en synonymie par Kury en 2003.

## Publication originale
- Simon, 1879 : « Essai d'une classification des Opiliones Mecostethi. Remarques synonymiques et descriptions d'espèces nouvelles. Première partie. » Annales de la Société Entomologique de Belgique, vol. 22, p. 183–241 (texte intégral).